# Melicope rubra
Melicope rubra är en vinruteväxtart som först beskrevs av Lauterb. & K.Schum., och fick sitt nu gällande namn av Thomas Gordon Hartley. Melicope rubra ingår i släktet Melicope och familjen vinruteväxter. Inga underarter finns listade i Catalogue of Life.